# Opula lineata
Opula lineata is een vlinder uit de familie venstervlekjes (Thyrididae). De wetenschappelijke naam van deze soort is voor het eerst geldig gepubliceerd in 1967 door Whalley.
De soort komt voor in tropisch Afrika.